# Escharella pseudopunctata
Escharella pseudopunctata är en mossdjursart som beskrevs av Souto, Fernández-Pulpeiro och Reverter-Gil 2007. Escharella pseudopunctata ingår i släktet Escharella och familjen Romancheinidae. Inga underarter finns listade i Catalogue of Life.